# Kirill Lemokh
Kirill Vikentievitch Lemokh (en russe : Лемох, Кирилл Викентьевич), né le 7 juin 1841 à Moscou en Russie et mort le 24 février 1910 à Saint-Pétersbourg en Russie est un peintre russe.

## Biographie
Le 7 juin 1841 Karl Johann Lemoch, 3e enfant de Viktor Lemokh professeur de musique d'origine allemande et d'Elisabeth Karlovna Shildbakh voit le jour à Moscou où il passera son enfance Plus tard il adoptera le prénom orthodoxe Kirill plus harmonieux pour les oreilles russes .
De 1851 à 1856, il étudie à l'École de peinture, de sculpture et d'architecture de Moscou sous la direction d'Iegor Iakovlevitch Vassiliev (ru) et d'A. E. Sorokine.
De 1858 (1856 selon deux autres sites) à 1863, il entre à l'Académie impériale des beaux-arts à Saint-Pétersbourg dans la classe de peinture historique de Piotr Bassine (ru) et d'Alekseï Markov (ru) et pendant un certain temps dans l'atelier d'Ivan Aïvazovski. Il y reçoit de nombreuses médailles : en 1859 une petite médaille d'argent pour une esquisse, en 1860 une petite et une grande médaille pour une esquisse et une peinture, en 1861 une grande médaille d'argent pour un dessin et en 1863 il remporte la petite médaille d'or de l'Académie et son diplôme pour Moïse puisant de l'eau d'un rocher . Il est sélectionné pour participer au concours de la grande médaille d'or permettant l'obtention d'une bourse d'études de six ans en Italie, financée par le ministère de la cour impériale. À l'occasion du 100e anniversaire de l'Académie, le conseil académique modifie toutefois les règles de l'épreuve : elle soumet les auteurs de peinture de genre aux règles réservées auparavant aux auteurs de peinture d'histoire. Ces derniers ne pouvaient pas choisir leur sujet, mais devaient répondre d'un thème imposé. Cette initiative provoque tant de mécontentement qu'une pétition est signée par Karl Lemokh et les treize autres élèves concernés. Bien que leur réclamation soit prise en considération, les étudiants, ignorant tout du succès de leur démarche, écrivent au vice-président de l'Académie, sans recevoir de réponse de sa part. Le 9 novembre 1863, le thème annoncé est Un banquet au Walhalla. Treize candidats, dont Lemokh, décident de quitter l'Académie. Cet événement, appelé Révolte des Quatorze, a pour conséquences la fondation de l'Artel des artistes. Cet aléa n'empêchera pas Lemoch d'obtenir en 1865 un certificat lui donnant le droit d'enseigner la peinture dans les établissements d'enseignement supérieur. L'administration ne s'opposera pas davantage à ce que huit des quatorze «protestants» obtiennent ultérieurement des responsabilités élevées.
Ne pouvant bénéficier, pas plus que ses camarades, de la bourse qui lui aurait permis d'étudier en Italie, Lemoch doit se débrouiller pour gagner sa vie. En revanche il n'a pas, comme d'autres, de problèmes pour se loger car il habite déjà à Saint-Pétersbourg, dans l'Île Vassilievski, au quatrième étage d'une maison où il a aménagé un atelier. Cela lui permet de peindre mais aussi de recevoir quotidiennement des amis artistes, universitaires et scientifiques. Ivan Kramskoï a l'idée de créer une coopérative qui s'appelle, comme cité précédemment, l'Artel des artistes, et dont Kirill Lemokh devient membre en 1868. Les quatorze se retrouvent dans un local qui se trouve aussi dans l'Île Vassilievski où certains peuvent loger et où tous peuvent travailler, mettre en commun leurs talents, leurs idées et leurs moyens. Pour gagner les revenus du travail nécessaire à leur existence, ils placent des annonces dans la revue Bulletin de Saint-Pétersbourg afin d'informer les lecteurs qu'ils donnent des cours privés de peinture et des cours collectifs de dessin et invitent les amateurs à des séances de lecture d'écrits sur l'art. Dans ce contexte, Lemokh vend des leçons dans des familles aristocratiques ; initiative lui permettant de voyager à travers l'Europe en 1864. Il passe l'été à Khovrino, où il a construit un atelier . 
En 1868, il présente à l'exposition de l'Académie des arts son tableau Le Chagrin familial pour lequel il reçoit le titre d'artiste de classe du 1er degré et deux ans après avec Grigori Miassoïedov il fonde l'association des Ambulants mais l'année suivante il en est exclu pour violation de la charte à savoir : absence de présentation d'une œuvre pour l'ouverture d'une exposition.  En 1878 il en redevient membre puis en 1879 membre du conseil d'administration, en 1880 trésorier permanent pour son impeccable honnêteté et sa gestion scrupuleuse des finances. Il conserve les archives de l'association et rend compte de tous les revenus et dépenses liés à l'organisation des expositions et les vérifie tous les jours dans son atelier.
En 1875, il soumet au jury lors de l'exposition organisée par l'Académie sept tableaux dont Le Patron, Le Travailleur de demain, Le Matin, dans une loge de concierge en Suisse, Fille avec un chaton, Étude de vieille femme, Femme au berceau pour lesquels il reçoit le titre d'académicien de l'Académie impériale des beaux-arts. Il enseigne le dessin et la peinture aux enfants d'Alexandre III : à Nicolas Alexandrovitch qui deviendra le dernier tsar de toutes les Russies et à Olga Alexandrovna qui continuera à peindre toute sa vie. Quelquefois le grand père Alexandre II vient discuter avec Kirill Lemokh car son talent très apprécié par la famille impériale ce qui lui permet de vendre ses travaux à un bon prix, de se faire une clientèle dans les milieux aristocratiques et de bénéficier d'une pension viagère. Ainsi il peut vivre sans la crainte du lendemain. En 1893, il est élu membre du comité artistique de l'Académie et de la commission du bureau de la mosaïque fonctions pour lesquelles il reçoit une pension et deux ans plus tard il est élu au conseil d'administration pour un mandat de cinq ans. De 1897, 1901 selon une autre source, à 1909, c'est-à-dire jusqu'à sa retraite, il occupe le poste de directeur (ou conservateur) du département des beaux-arts du Musée russe de S.M.I. Alexandre III. 
Ces bonnes conditions matérielles ne mettent pas Lemokh à l'abri des épreuves : sa fille Varvara, mariée à Vladimir Mendeleïev (fils du célèbre Dmitri Mendeleïev), devient veuve en 1889. Comme un malheur ne vient jamais seule, elle perd aussi son enfant à l'âge de trois ans. En mémoire de ce petit fils disparu, Lemokh fait ouvrir à grand frais une école diocésaine près de l'église de son village. En 1904, c'est au tour de son épouse de disparaître. Frappé de tristesse, le peintre quitte Khovrino, qui n'est plus pour lui qu'un décors sans âme. Il n'y reviendra qu'en 1909, après un voyage de cinq ans en Italie. Il envisage aussitôt de réparer son atelier frappé de désuétude. Il va recommencer comme il le faisait auparavant à peindre des scènes de la vie des paysans russes et de leurs enfants dont il a été très proche et qu'il connaissait tous. Il avait représenté les souffrances, les conditions de vie parfois terribles, les drames familiaux mais aussi les joies de ce peuple qu'il nous a rendu si sympathique. Il ne s'est d'ailleurs pas contenté de les peindre, mais est venu à leur aide. Il a notamment payé la construction d'un puits ; fait reconstruire des maisons détruites par des incendies ; donné de l'argent aux gens les plus démunis ; fait offrir une vache à ceux qui n'avaient pas de quoi acheter du lait.
Kirill Lemokh meurt le 24 février 1910 à Saint-Pétersbourg. Ses funérailles se déroulent dans l'église de l'Académie impériale des arts. Le corps est enseveli dans le cimetière du monastère de Kazan Golovinski (ru).

## Œuvres
Quelques œuvres pouvant être vues dans des musées publics .
- 1873 : Garçon avec un chien. Huile sur toile. Musée des Beaux-Arts de la République de Carélie à Petrozavodsk.
- 1874 : Le Matin, dans une loge de concierge en Suisse. Huile sur toile. 52 × 40 cm. Galerie Tretiakov à Moscou.
- 1874 : Cour paysanne. Huile sur toile. 42 × 52 cm. Musée des beaux-arts du Daghestan nommé P. S. Gamzatoï (ru) à Makhachkala.
- 1878 : L'Orphelin. Galerie Tretiakov à Moscou [5].
- 1880 : La Fille sur l'aire. Huile sur toile. 71,2 × 46,2 cm. Palais de Gatchina d'état et parc-musée réserve.
- 1881 : Mendiant. Huile sur toile. 52 × 25 cm. Galerie d'art d'état Alexandre Deïneka (ru) à Koursk.
- 1882 : Portrait d'Andrei Igelström (fi). 16 × 10,5 cm. Galerie nationale de Finlande à Helsinki
- 1883 : Fille avec des fleurs. Huile sur toile. 55,8 × 30,4 cm. Musée d'Art Radichtchev à Saratov.
- 1885 : Nouvelle Connaissance. Huile sur toile. Musée russe à Saint-Pétersbourg.
- 1885 : Lycéen. Huile sur toile. 17,6 × 11,3 cm. Galerie Tretiakov à Moscou.
- 1886 : Enfant au piano. Huile sur toile. 34 × 40 cm. Musée à Arkhangelsk.
- 1886 : Portrait du Grand-Duc Serge Alexandrovitch de Russie en train de lire à Ilynskoe. Musée historique d'État de Moscou.
- 1887 : La Mort du père dans une isba. Musée d'Orsay à Paris.
- 1888 : Plus de pain. Huile sur toile. 41 × 62,5 cm. Musée des Beaux-Arts à Simferopol.
- 1889 : Convalescence. Huile sur toile. 67,5 × 83 cm. Galerie d'art du Kraï du Primorié à Vladivostok.
- 1890 : Eté. Salutations. Huile sur toile. 84 × 67 cm. Musée national d'art d'Azerbaïdjan Roustam Moustafaïev à Bakou. (Musée russe selon une autre source).
- 1890 : Le Nouveau Membre de la famille. Huile sur toile. Galerie de peinture d'État Pavel Dogadine (ru) à Astrakhan.
- 1890 : Paysanne. Huile sur toile. 21,5 × 10 cm. Palais de Gatchina d'état et parc-musée réserve.
- 1893 : Les Filles. Huile sur toile. 58 × 48 cm. Galerie régionale picturale Constantine Savitski à Penza.
- 1893 : Varka. Huile sur toile. 67 × 53 cm.  Association des musées d'État "La culture artistique du nord de la Russie.
- 1893-1894 : Sur le banc. Varka. Huile sur panneau de bois, sur toile selon une autre source. Galerie de peinture de l'oblast de Vologda à Vologda.
- 1894 : Le Mari ivre. Huile sur toile. musée d'art de Taganrog à Taganrog.
- 1897 : Où est-ce qu'ils trainaient ?. Huile sur toile. 37,5 × 46,3 cm. Musée national des Beaux-Arts de Biélorussie à Minsk.
- 1898 : Sans soutien de famille. Huile sur toile. Musée russe à  Saint-Pétersbourg.
- 1900 ; Futur Serrurier. Huile sur carton. Musée national des Beaux-Arts de Biélorussie à Minsk.
- 1901 : Fille. Aquarelle sur papier. 22 × 14 cm. Musée national tchouvache à Tcheboksary.
- Début 1910 : La Joie des parents. Huile sur toile. 40 × 51 cm. Musée d'art régional à Kalouga.
- Début 1910 : Jeunes Joueurs. Huile sur toile. Musée russe à Saint-Pétersbourg.
- Début 1910 : Grand-mère et Petite Fille. Huile sur toile. Galerie Tretiakov à Moscou.

## Galerie

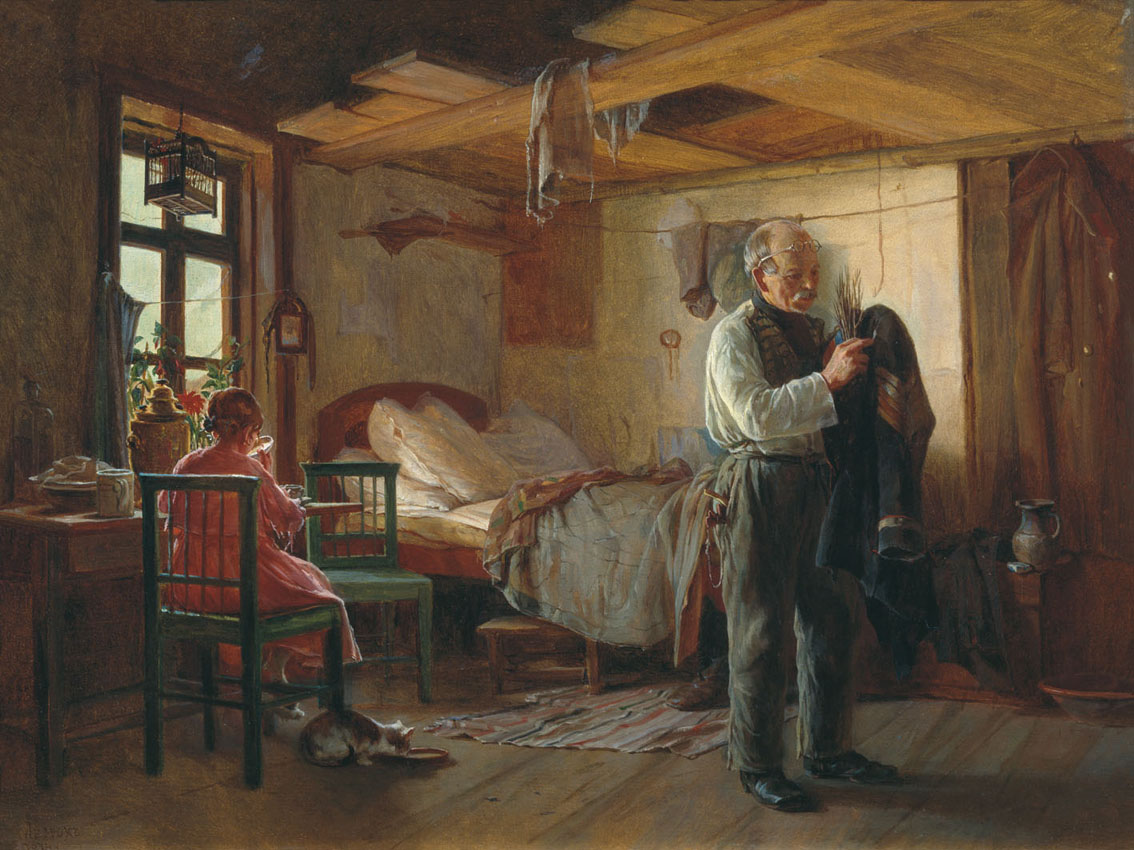
Le Matin, dans une loge de concierge en Suisse, 1874
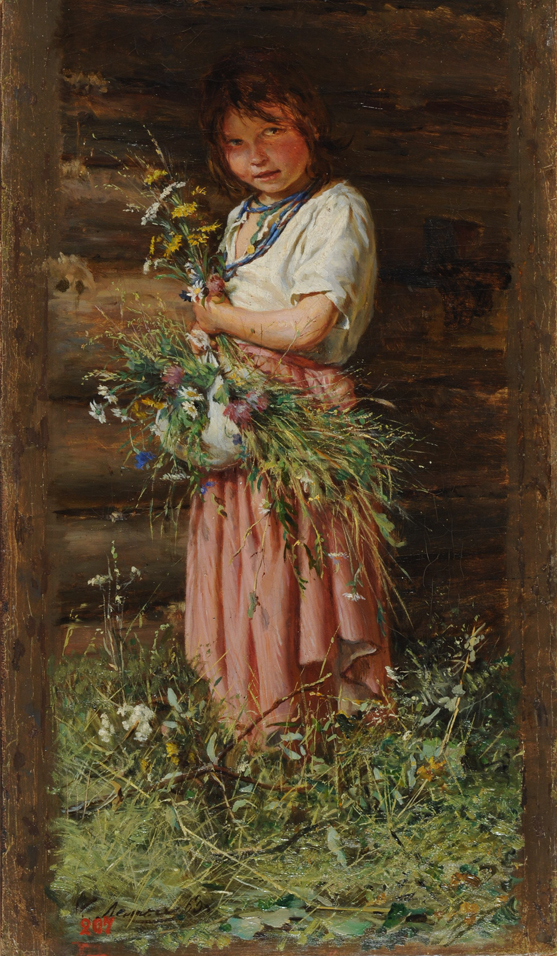
Fille avec des fleurs, 1883
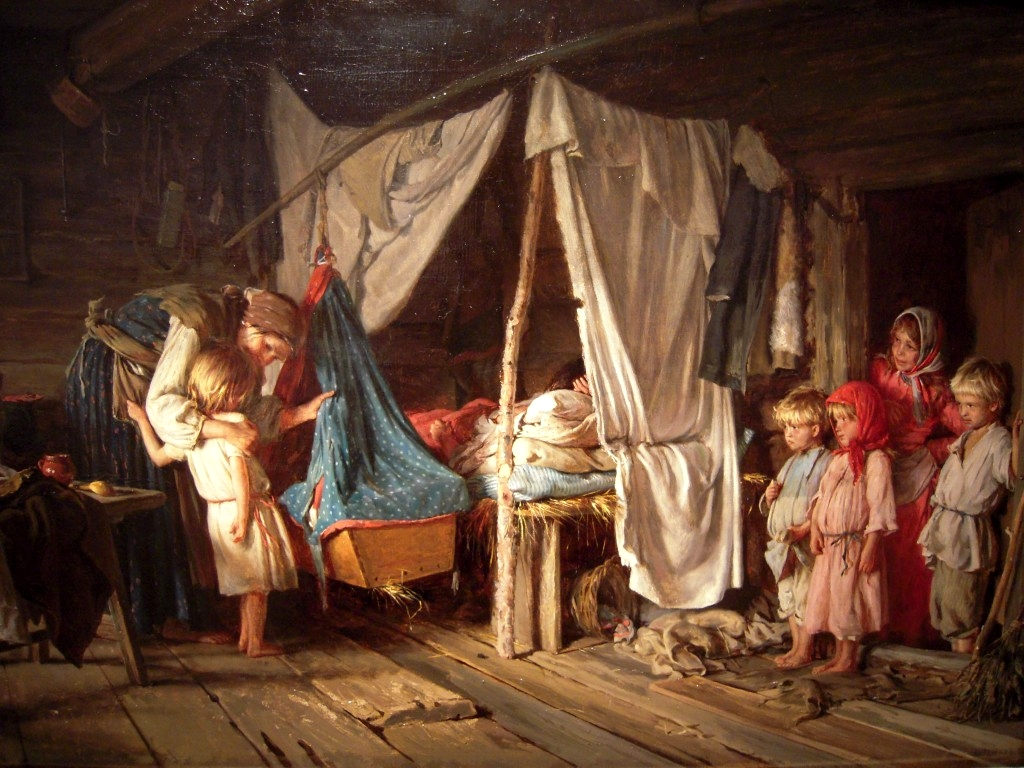
Nouvelle Connaissance, 1885
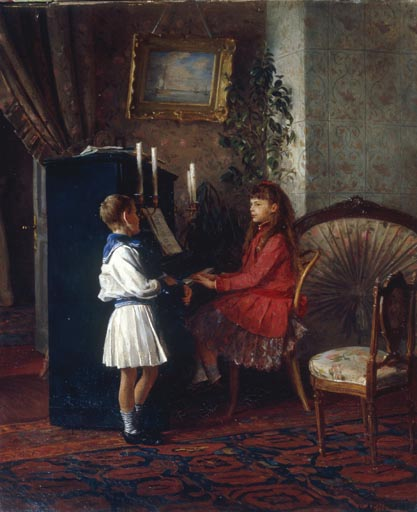
Enfant au piano, 1886
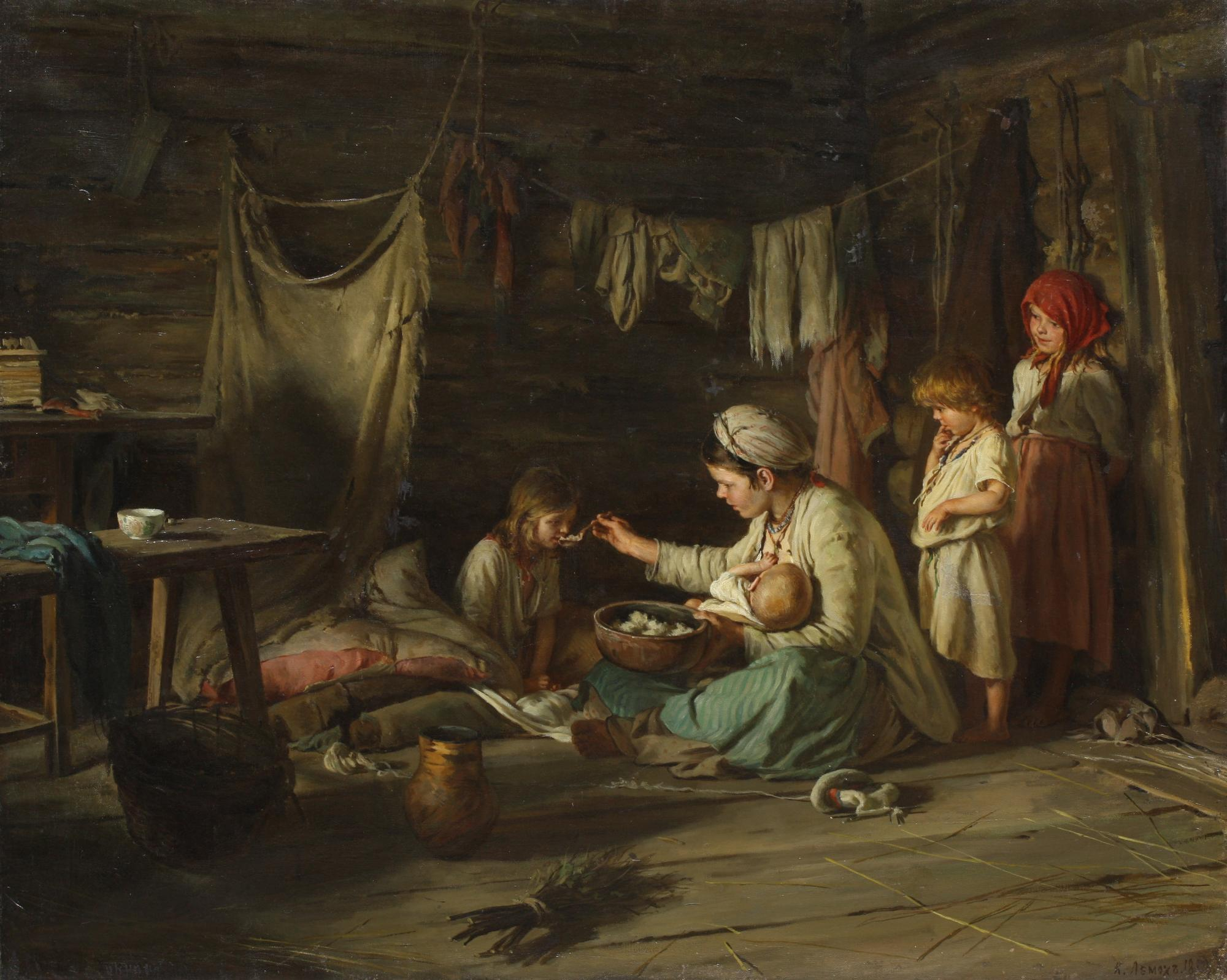
Convalescence, 1889
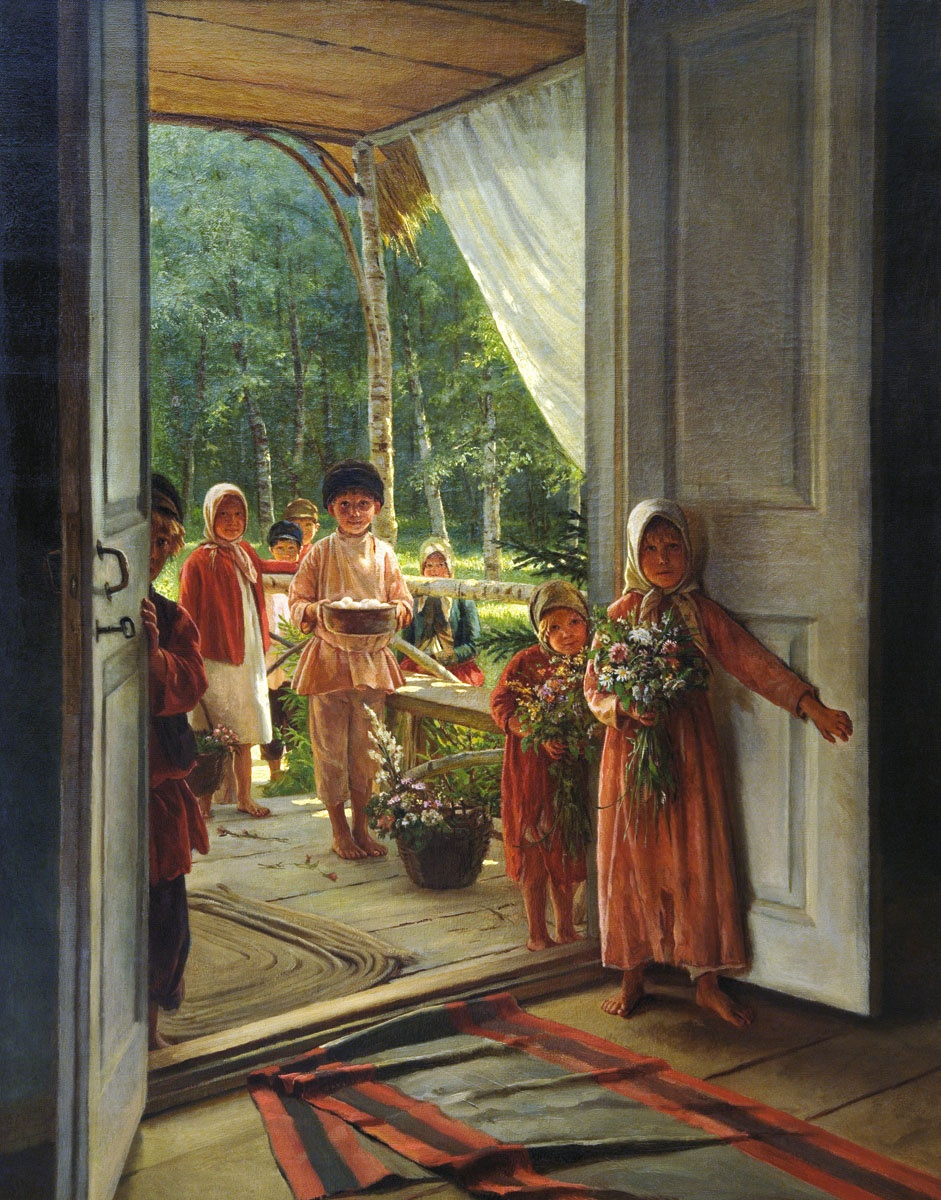
Été. Félicitations, 1890
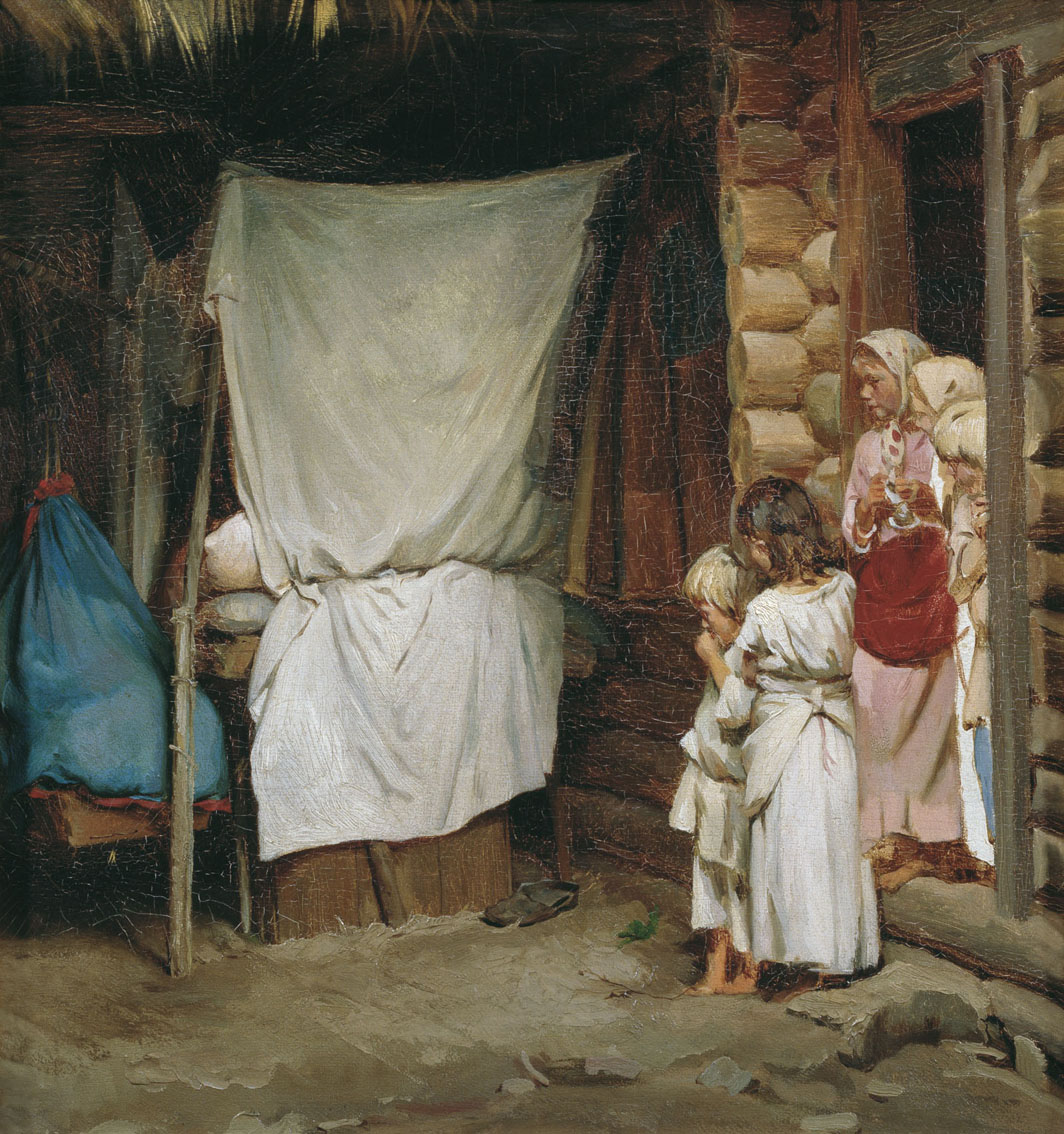
Le Nouveau Membre de la famille, 1890
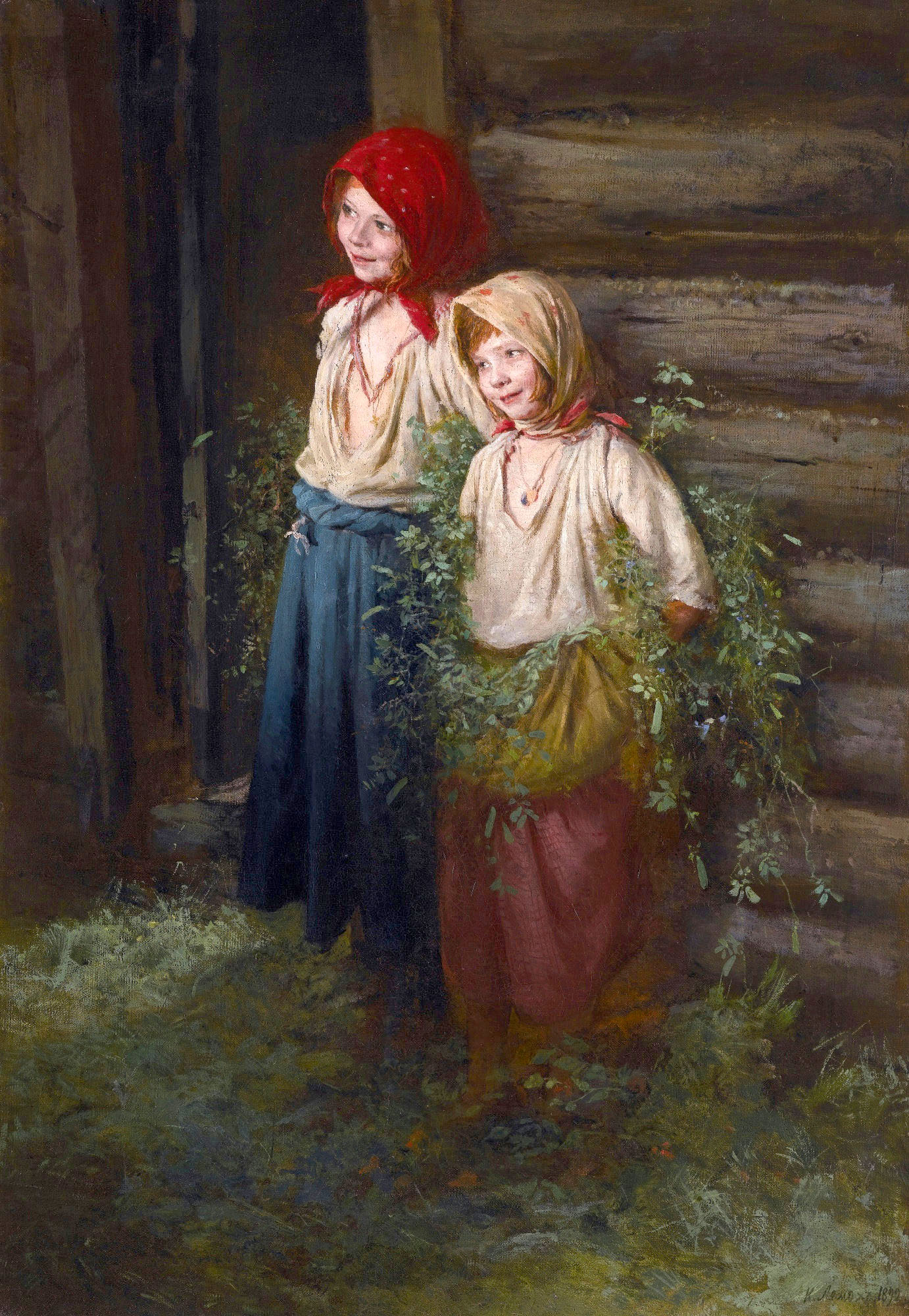
Deux paysannes, 1892. Collection privée
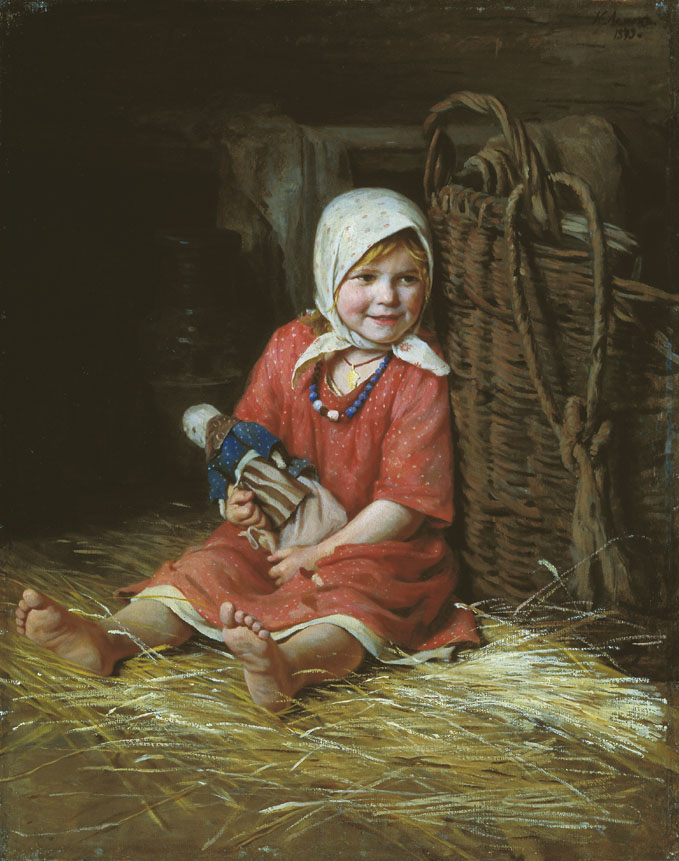
Varka, 1893
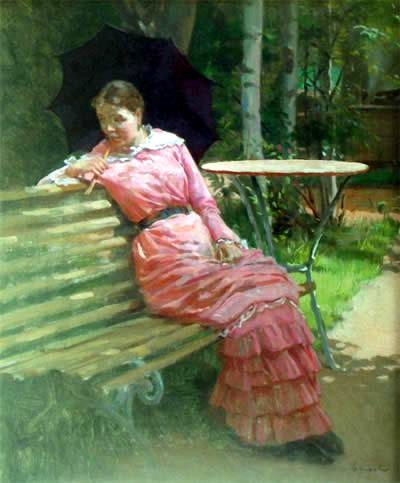
Sur le banc. Varka, 1893-1894
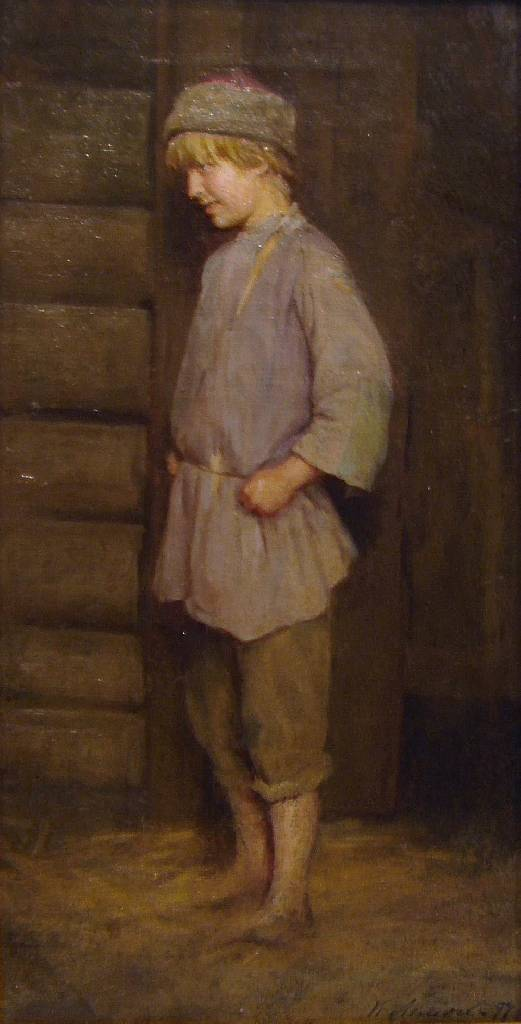
Jeune Paysan, 1897. Collection privée
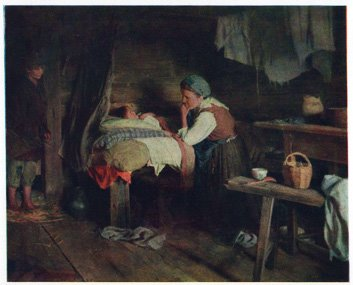
Sans soutien de famille, 1898
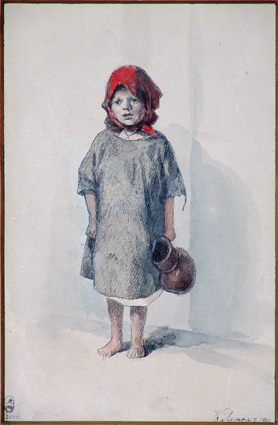
Fille, 1901
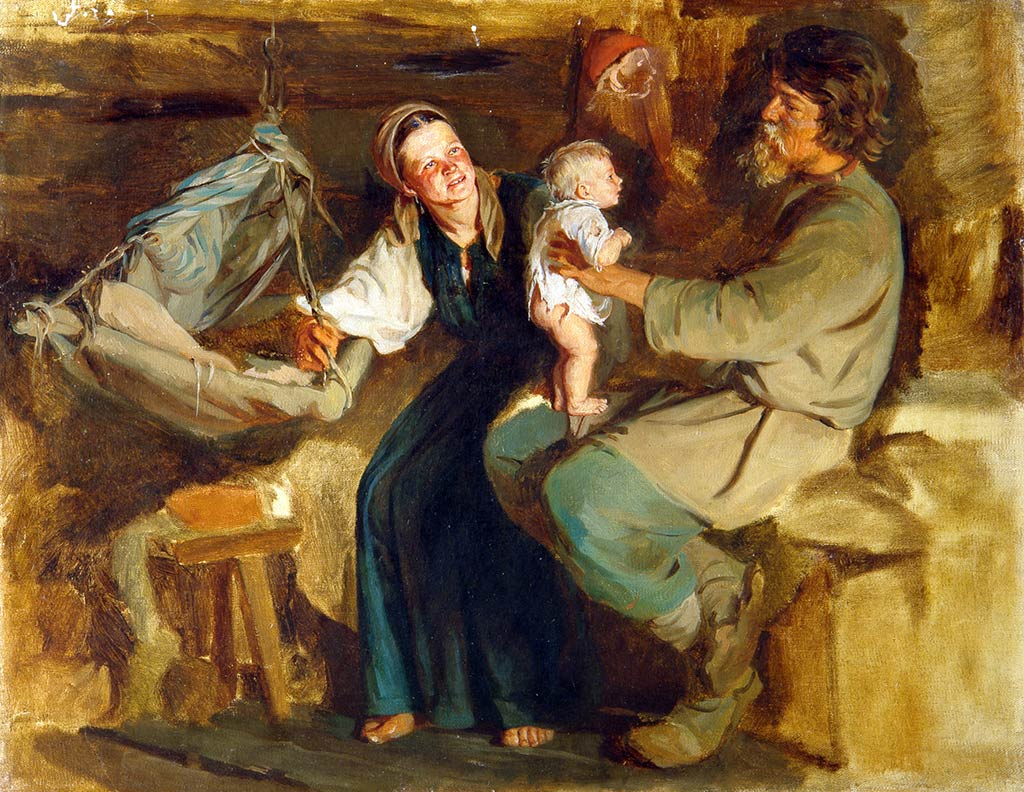
La Joie des parents, début 1910
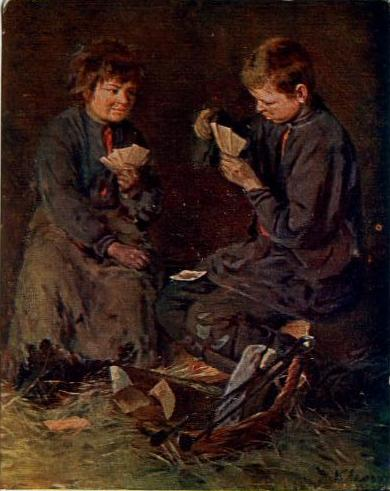
Jeunes Joueurs, début 1910
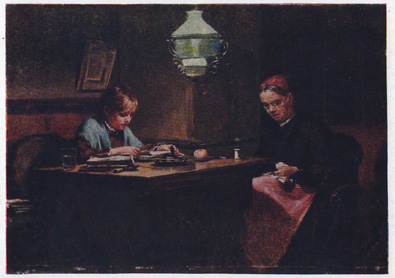
Grand-mère et Petite Fille, début 1910
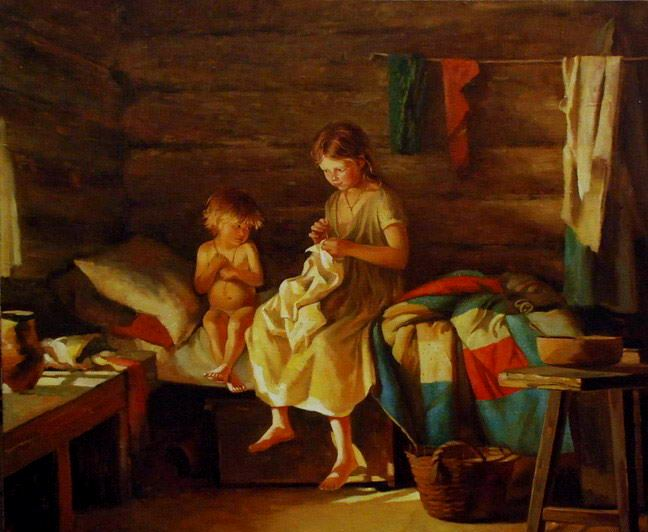
Enfants, début 1910
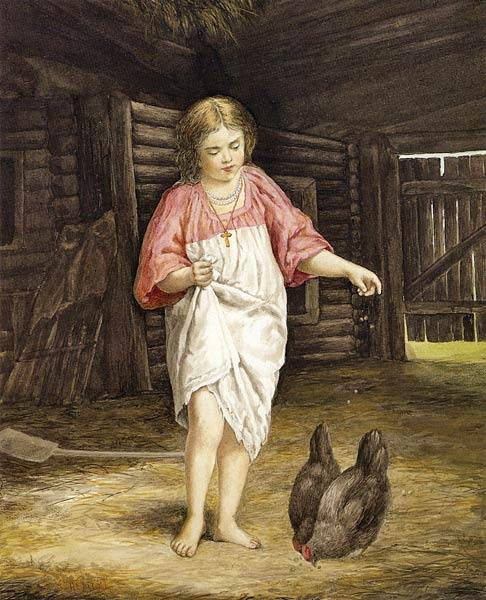
Fille donnant à manger aux poules, début 1910. Collection privée